# Champeaux-sur-Sarthe
Champeaux-sur-Sarthe ist eine französische Gemeinde mit 160 Einwohnern (Stand: 1. Januar 2022) im Département Orne in der Region Normandie; sie gehört zum Arrondissement Mortagne-au-Perche und zum Kanton Mortagne-au-Perche. Die Einwohner werden Buréains genannt.

## Geographie
Die Gemeinde Champeaux-sur-Sarthe liegt etwa 32 Kilometer nordöstlich von Alençon an der Sarthe, die die westliche Gemeindegrenze bildet. Umgeben wird Champeaux-sur-Sarthe von den Nachbargemeinden Saint-Aubin-de-Courteraie im Norden, Saint-Germain-de-Martigny im Nordosten und Osten, Bazoches-sur-Hoëne im Südosten und Süden, Bures im Südwesten sowie Sainte-Scolasse-sur-Sarthe im Westen. 

## Bevölkerungsentwicklung
| Jahr                       | 1962 | 1968 | 1975 | 1982 | 1990 | 1999 | 2010 | 2021 |
| -------------------------- | ---- | ---- | ---- | ---- | ---- | ---- | ---- | ---- |
| Einwohner                  | 204  | 212  | 166  | 185  | 173  | 177  | 183  | 161  |
| Quellen: Cassini und INSEE |      |      |      |      |      |      |      |      |

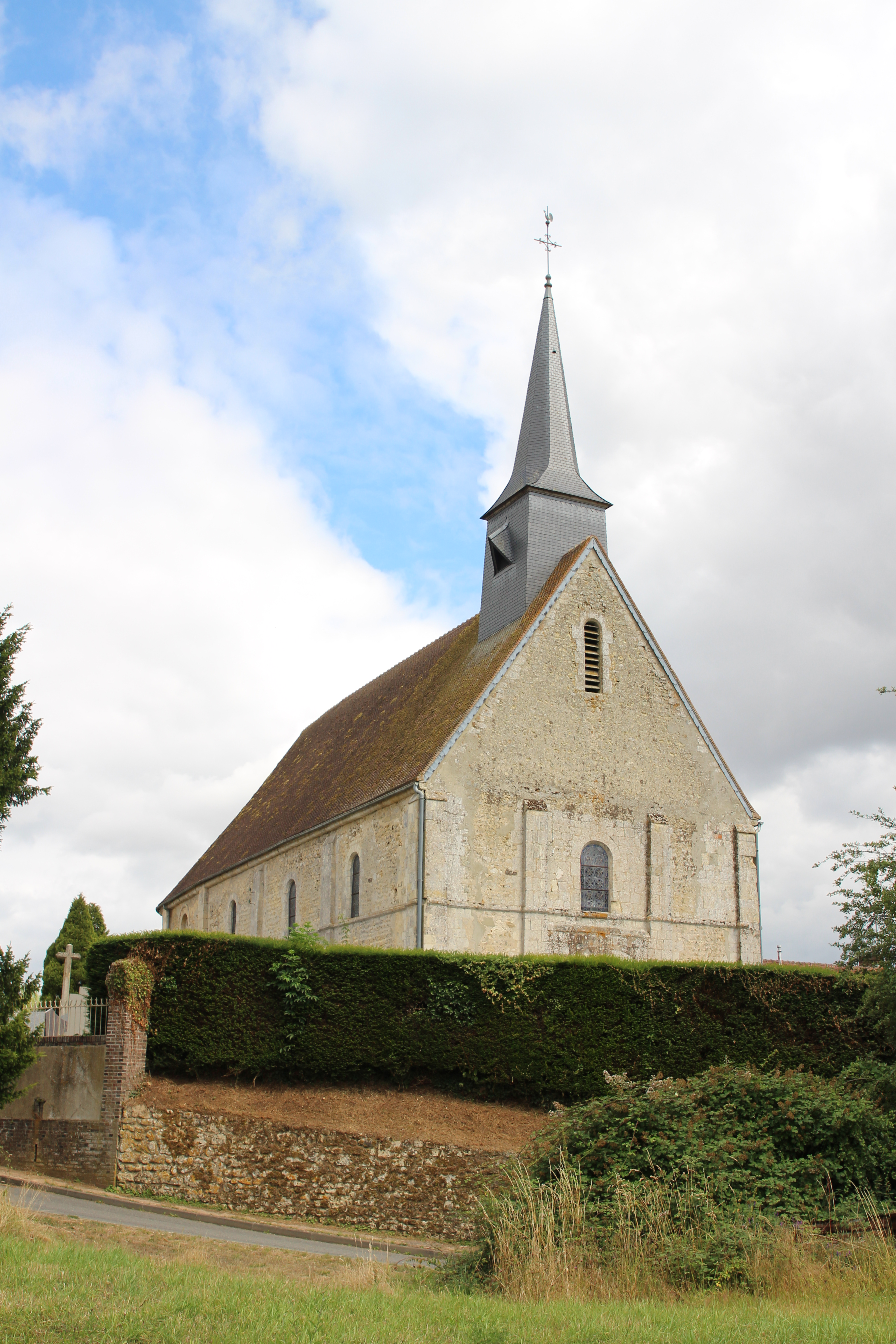
Kirche Saint-Gilles
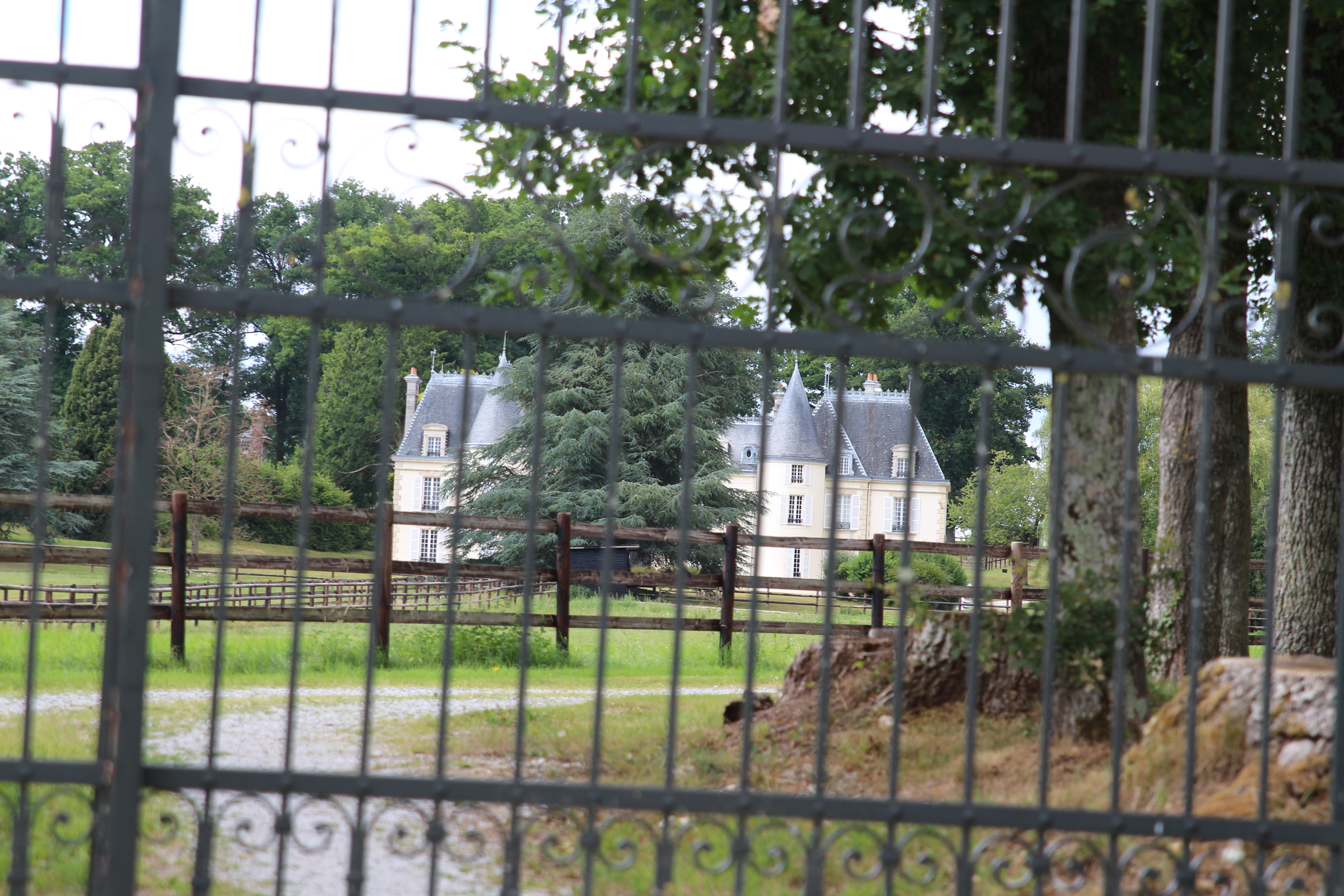
Schloss Les Jarriers
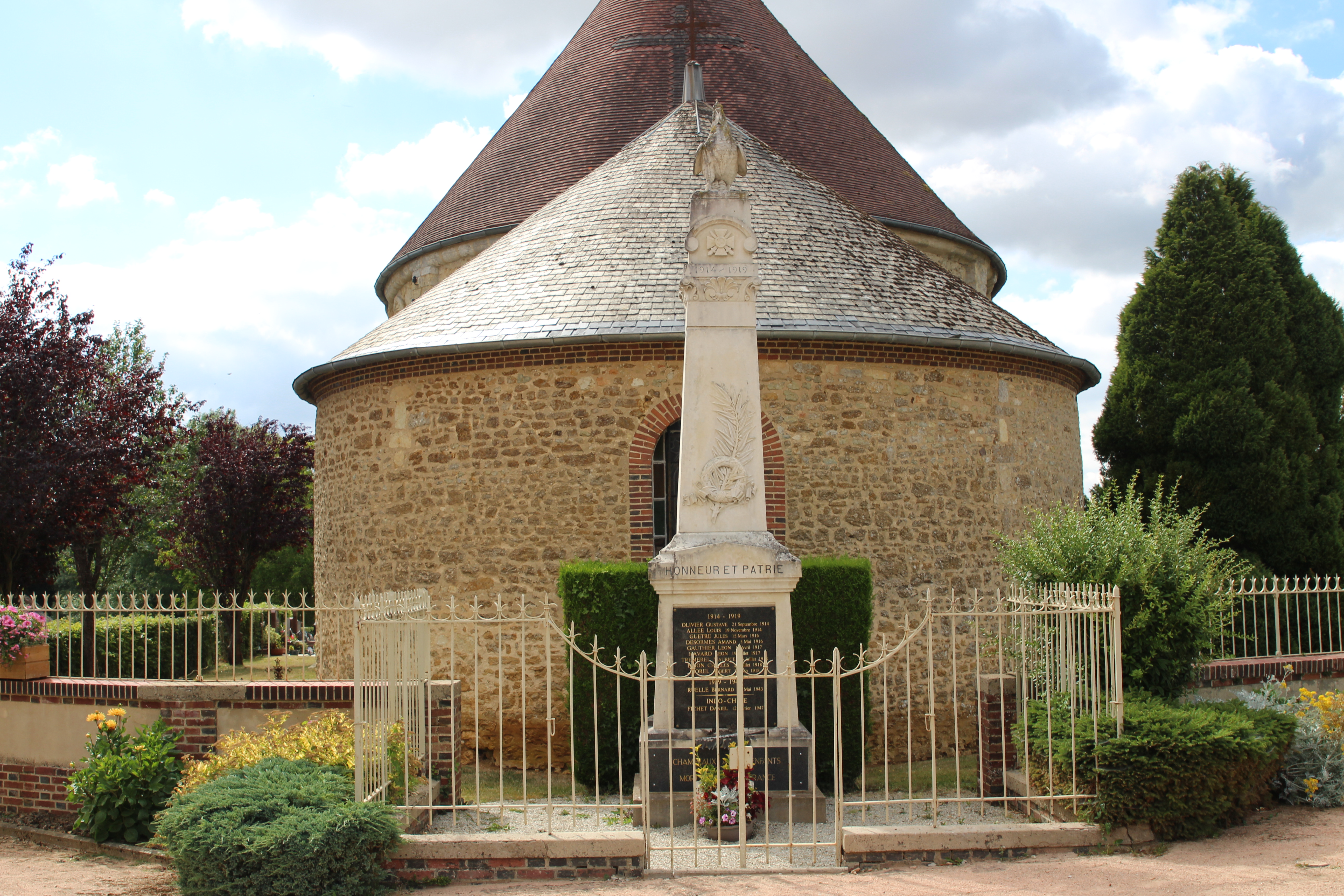
Gefallenendenkmal